# Allocasuarina
Die Allocasuarina sind eine Pflanzengattung in der Familie der Kasuarinengewächse (Casuarinaceae) aus der Ordnung der Buchenartigen (Fagales).
Die Allocasuarina-Arten kommen endemisch in Australien vor – vorwiegend im (trockenen) Süden des Kontinents (wo sie als sheoaks oder she-oaks bezeichnet werden).

## Beschreibung
Alle Arten sind immergrüne verholzende, bis etwa 20 Meter hohe Bäume und Sträucher. Die rippigen und langen, dünnen, segmentierten und drahtigen, rutenartigen Zweige haben die Funktion der Blätter übernommen und werden als Phyllokladium bezeichnet. An der Spitze der einzelnen Segmente sitzen wirtelig, die zu Zähnchen reduzierten Blätter die nur aus der Lamina bestehen. Die Segmente sind unten kleiner und werden dann größer.
Die männlichen Blüten sitzen in einem zahnförmigen Trag- und meistens zwei schuppenförmigen Vorblättern in kurzen bis länglichen Ähren. Sie bestehen aus einem früh abfallenden schuppigen Perianth sowie einem Staubblatt. Die weiblichen Blüten bilden kugelige oder eiförmige Blütenstände. Sie sitzen an einem zahnförmigen Tragblatt und sind ohne Blütenhülle, sie sind eingehüllt in zwei schuppenartige Vorblätter, der Fruchtknoten mit zwei oder selten vier Samenanlagen hat einen zweiästigen und rötlichen Griffel.
Charakteristisch sind die teilweise stacheligen, Zapfen ähnelnden, hölzernen Fruchtstände, die viele, manchmal behaarte und samenähnliche Flügelnüsse (Samara) enthalten. Sie sitzen in den holzigen „Kapseln“ die durch zwei Vorblätter gebildet werden und sich dann lippenförmig öffnen (Klappen, Valven).

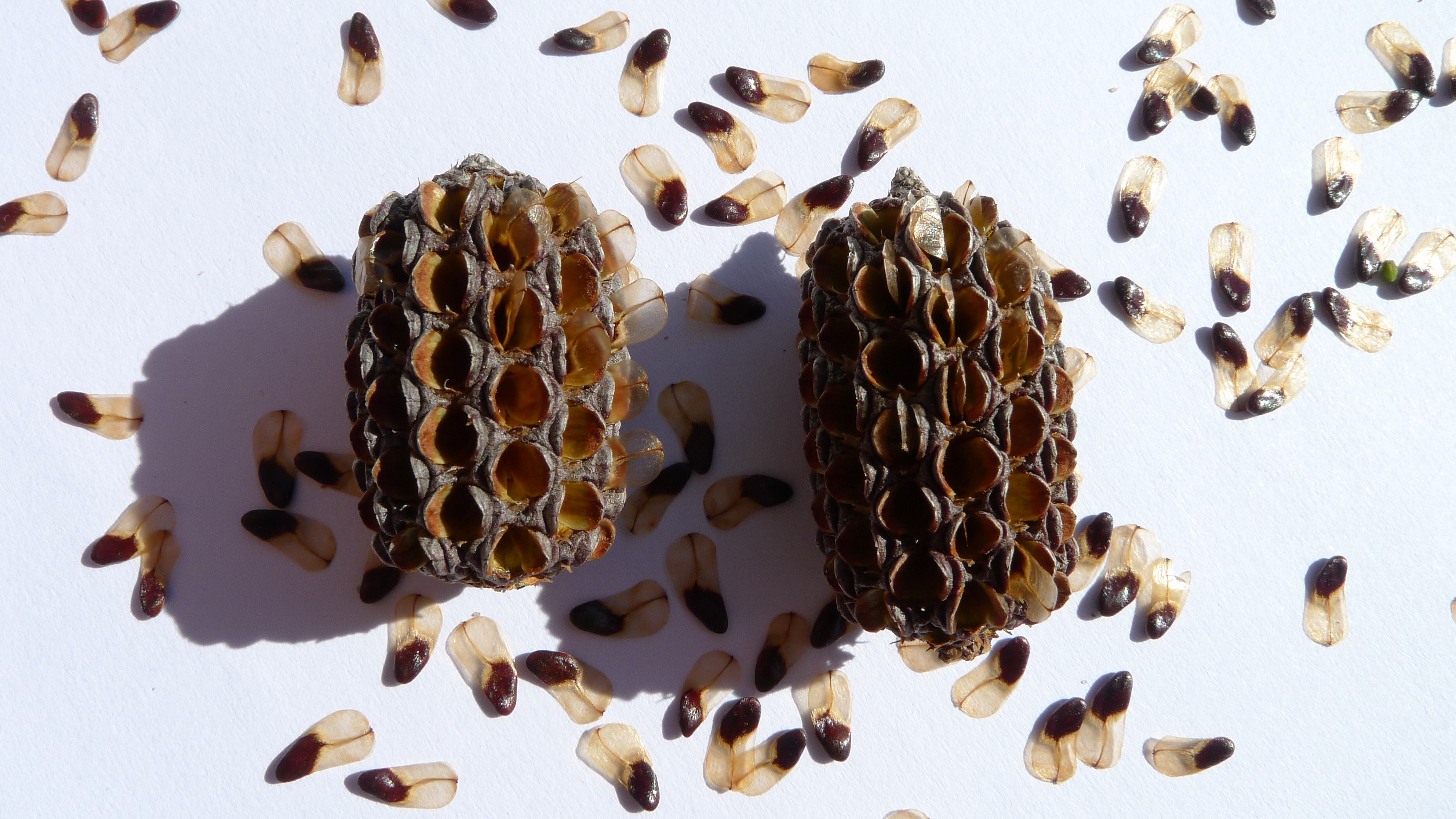
Allocasuarina distyla „Zapfen“ und Flügelnüsse

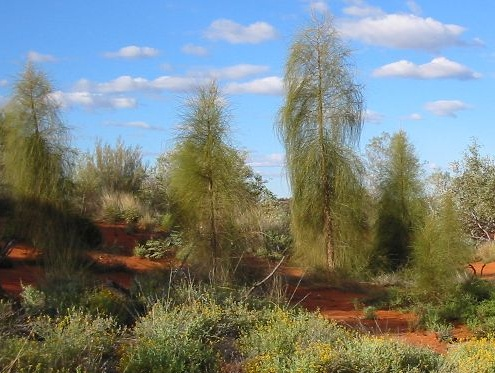
Allocasuarina decaisneana

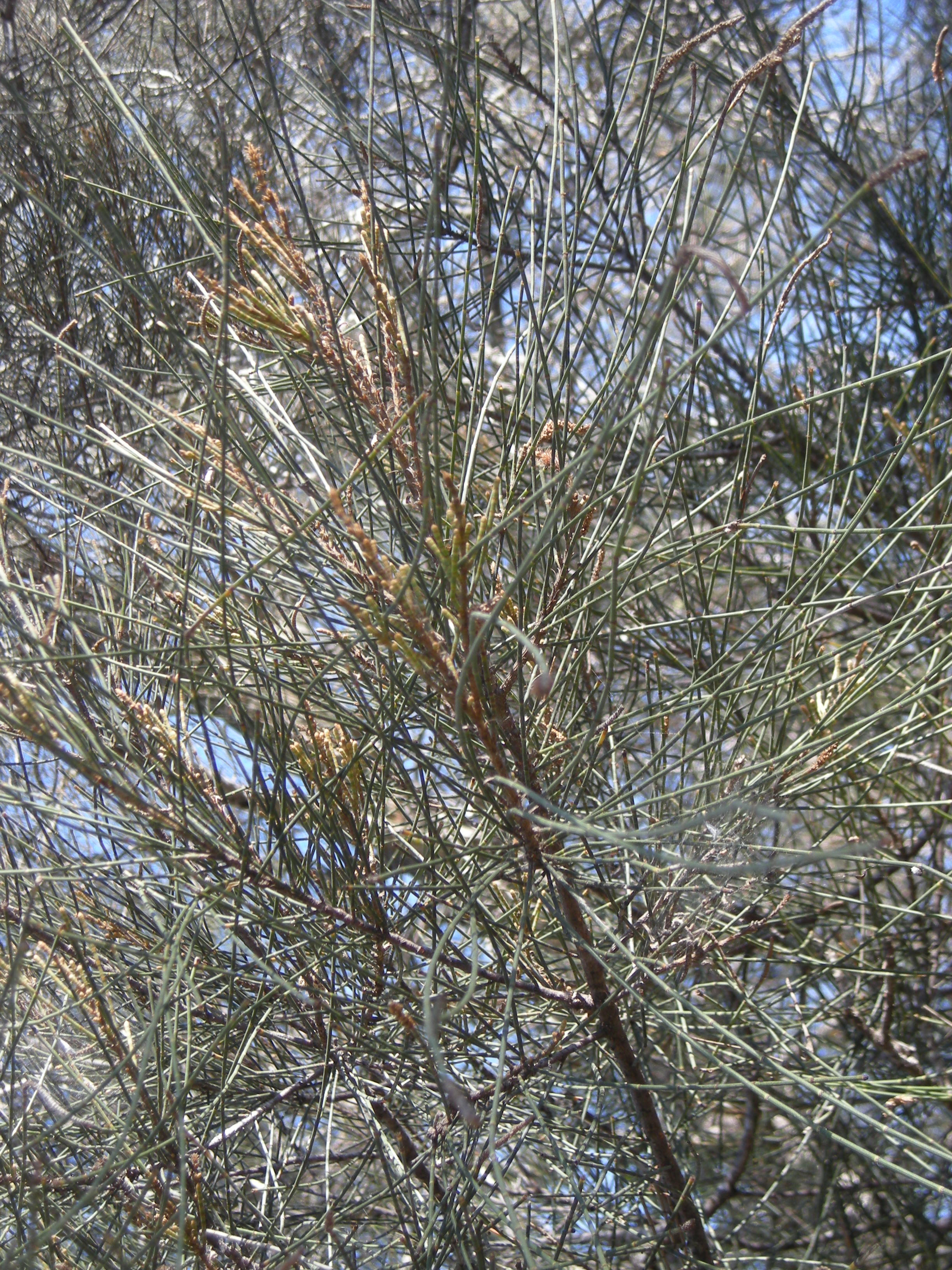
Allocasuarina luehmannii

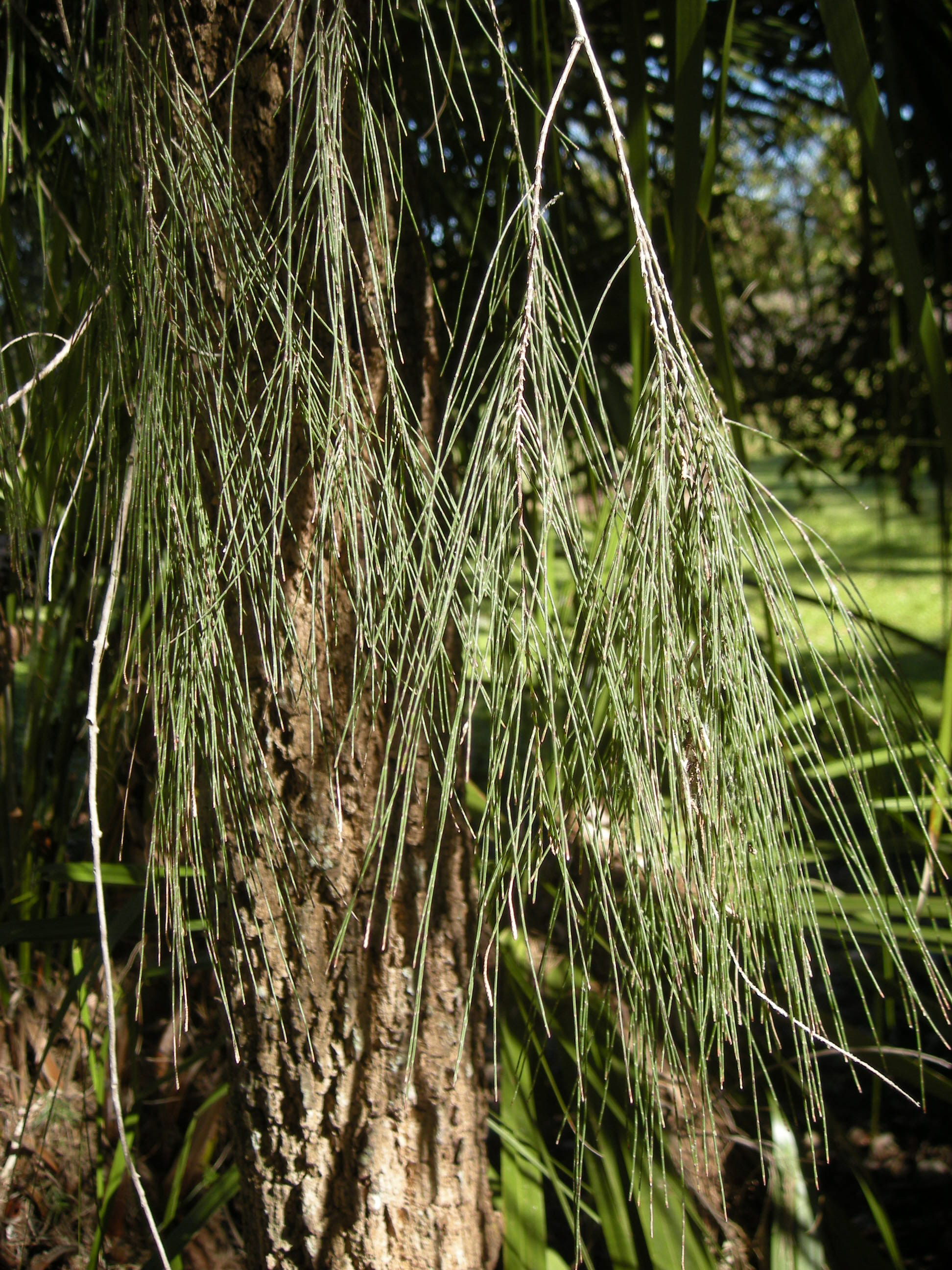
Allocasuarina torulosa

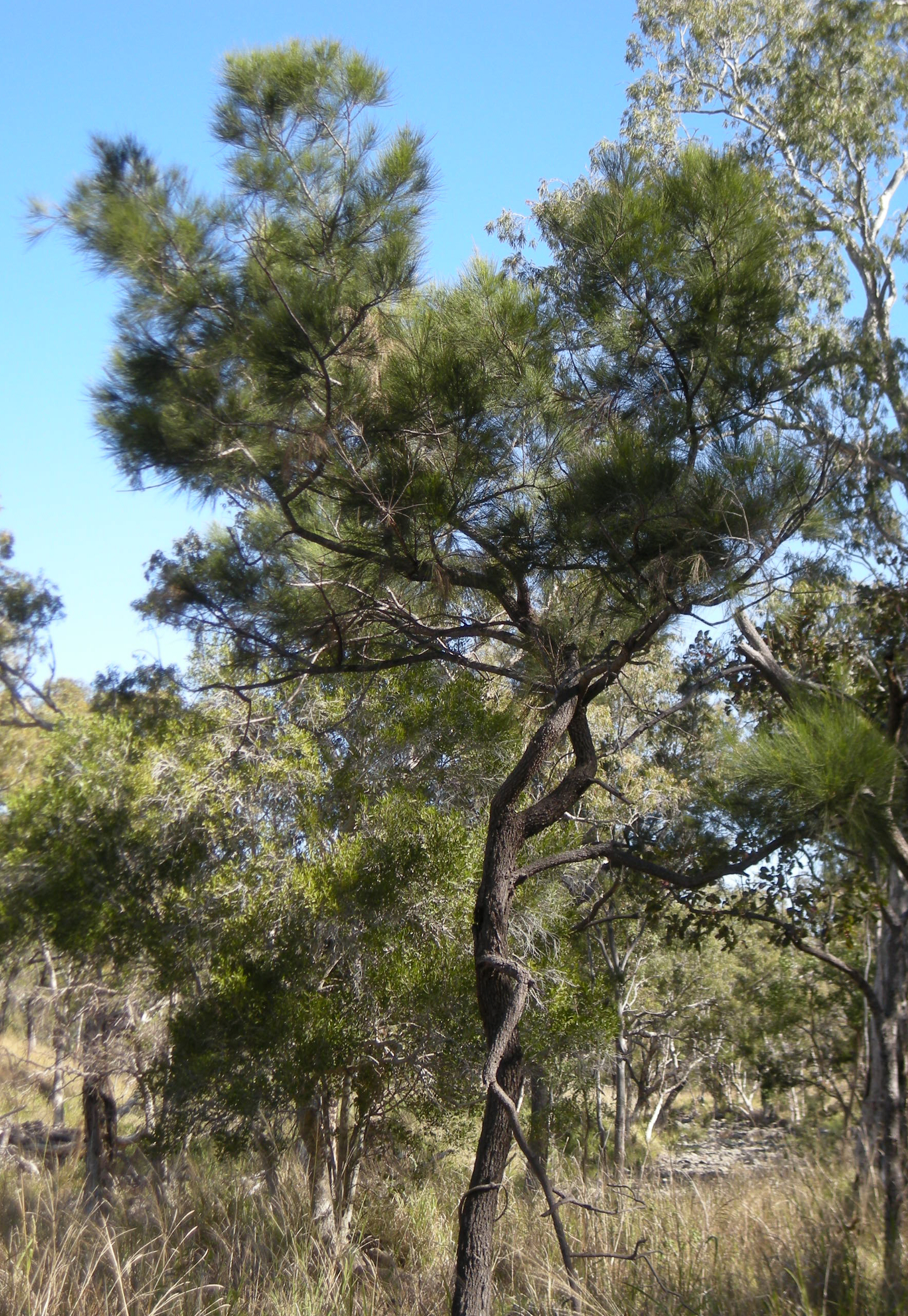
Allocasuarina torulosa

## Systematik
Die Gattung Allocasuarina wurde 1980 von L.A.S.Johnson aus der Gattung der Kasuarinen (Casuarina) ausgegliedert.

### Liste derAllocasuarina-Arten
Hier eine Liste der Arten und Unterarten:
- Allocasuarina acuaria (F.Muell.) L.A.S.Johnson: Südliches Western Australia.[2]
- Allocasuarina acutivalvis (F.Muell.) L.A.S.Johnson: Südwestliches Australien.[2] Mit zwei Unterarten.
- Allocasuarina anfractuosa Wege & S.R.Barrett: Die 2016 erstbeschriebene Art kommt in Western Australia vor.[2]
- Allocasuarina brachystachya L.A.S.Johnson: Nordöstliches New South Wales.[2]
- Allocasuarina campestris (Diels) L.A.S.Johnson: Südwestliches Australien.[2]
- Allocasuarina corniculata (F.Muell.) L.A.S.Johnson: Südwestliches Australien.[2]
- Allocasuarina crassa L.A.S.Johnson: Südöstliches Tasmanien.[2]
- Allocasuarina decaisneana (F.Muell.) L.A.S.Johnson: Zentrales Australien.[2]
- Allocasuarina decussata (Benth.) L.A.S.Johnson: Südwestliches Western Australia.[2]
- Allocasuarina defungens L.A.S.Johnson: Nordöstliches New South Wales.[2]
- Allocasuarina dielsiana (C.A.Gardner) L.A.S.Johnson: Westsüdwestliches Australien.[2]
- Allocasuarina diminuta L.A.S.Johnson: Östliches New South Wales.[2] Mit drei Unterarten.
- Allocasuarina distyla (Vent.) L.A.S.Johnson: Östliches New South Wales.[2]
- Allocasuarina drummondiana (Miq.) L.A.S.Johnson: Westsüdwestliches Western Australia.[2]
- Allocasuarina duncanii L.A.S.Johnson: Tasmanien.[2]
- Allocasuarina eriochlamys  (L.A.S.Johnson) L.A.S.Johnson: Südliches Western Australia.[2] Mit zwei Unterarten.
- Allocasuarina fibrosa  (C.A.Gardner) L.A.S.Johnson: Südwestliches Australien.[2]
- Allocasuarina filidens L.A.S.Johnson: Südöstliches Queensland.[2]
- Allocasuarina fraseriana (Miq.) L.A.S.Johnson: Südwestliches Australien.[2]
- Allocasuarina glareicola L.A.S.Johnson: Östliches New South Wales.[2]
- Allocasuarina globosa L.A.S.Johnson: Südliches Western Australia.[2]
- Allocasuarina grampiana L.A.S.Johnson: Westliches Victoria.[2]
- Allocasuarina grevilleoides (Diels) L.A.S.Johnson: Westsüdwestliches Australien.[2]
- Allocasuarina gymnanthera L.A.S.Johnson: Östlich-zentrales New South Wales.[2]
- Allocasuarina helmsii (Ewart & Gordon) L.A.S.Johnson: Western Australia bis nordwestliches South Australia.[2]
- Allocasuarina huegeliana (Miq.) L.A.S.Johnson: Südliches und südwestliches Western Australia.[2]
- Allocasuarina humilis (Otto & A.Dietr.) L.A.S.Johnson: Südwestliches Australien.[2]
- Allocasuarina hystricosa Wege: Die Art wurde erst 2007 neu beschrieben. Sie kommt im südwestlichen Western Australia vor.[2]
- Allocasuarina inophloia (F.Muell. & F.M.Bailey) L.A.S.Johnson: Von Queensland bis zum nördlichen New South Wales.[2]
- Allocasuarina lehmanniana(Miq.) L.A.S.Johnson: Südwestliches Australien.[2] Mit zwei Unterarten.
- Allocasuarina littoralis (Salisb.) L.A.S.Johnson: Östliches und südöstliches Australien.[2]
- Allocasuarina luehmannii (R.T.Baker) L.A.S.Johnson: Östliches und südöstliches Australien.[2]
- Allocasuarina mackliniana L.A.S.Johnson: Südöstliches South Australia bis westliches Victoria.[2] Mit drei Unterarten.
- Allocasuarina media L.A.S.Johnson: Südliches Victoria.[2]
- Allocasuarina microstachya (Miq.) L.A.S.Johnson: Südwestliches Australien.[2]
- Allocasuarina misera L.A.S.Johnson: Victoria.[2]
- Allocasuarina monilifera (L.A.S.Johnson) L.A.S.Johnson: Tasmanien.[2]
- Allocasuarina muelleriana (Miq.) L.A.S.Johnson: Südliches South Australia bis Victoria.[2] Mit drei Unterarten.
- Allocasuarina nana (Sieber ex Spreng.) L.A.S.Johnson: Östliches New South Wales bis nordöstliches Victoria.[2]
- Allocasuarina ophiolitica L.A.S.Johnson: Östliches New South Wales.[2]
- Allocasuarina paludosa (Sieber ex Spreng.) L.A.S.Johnson: Südöstliches Australien.[2]
- Allocasuarina paradoxa (Macklin) L.A.S.Johnson: Victoria.[2]
- Allocasuarina pinaster (C.A.Gardner) L.A.S.Johnson: Südwestliches Australien.[2]
- Allocasuarina portuensis L.A.S.Johnson: Zentral-östliches New South Wales.[2]
- Allocasuarina pusilla (Macklin) L.A.S.Johnson: Südöstliches South Australia bis westliches Victoria.[2]
- Allocasuarina ramosissima (C.A.Gardner) L.A.S.Johnson: Westsüdwestliches Australien.[2]
- Allocasuarina rigida (Miq.) L.A.S.Johnson: Südöstliches Queensland bis nordöstliches New South Wales.[2] Mit zwei Unterarten.
- Allocasuarina robusta (Macklin) L.A.S.Johnson: South Australia.[2]
- Allocasuarina rupicola L.A.S.Johnson: Südöstliches Queensland bis nordöstliches New South Wales.[2]
- Allocasuarina scleroclada (L.A.S.Johnson) L.A.S.Johnson: Südliches Western Australia.[2]
- Allocasuarina simulans L.A.S.Johnson: Östliches New South Wales.[2]
- Allocasuarina spinosissima (C.A.Gardner) L.A.S.Johnson: Südwestliches Australien.[2]
- Allocasuarina striata (Macklin) L.A.S.Johnson: Südöstliches South Australia.[2]
- Allocasuarina tessellata (C.A.Gardner) L.A.S.Johnson: Westsüdwestliches Australien.[2]
- Allocasuarina thalassoscopica L.A.S.Johnson (Syn.: Allocasuarina emuina L.A.S.Johnson): Südöstliches Queensland bis nordöstliches New South Wales.[2]
- Allocasuarina thuyoides (Miq.) L.A.S.Johnson: Südwestliches Australien.[2]
- Allocasuarina tortiramula E.M.Benn.: Südliches Western Australia.[2]
- Allocasuarina torulosa (Aiton) L.A.S.Johnson: Östliches Australien.[2]
- Allocasuarina trichodon (Miq.) L.A.S.Johnson: Südliches Western Australia.[2]
- Allocasuarina verticillata (Lam.) L.A.S.Johnson: Südöstliches Australien.[2]
- Allocasuarina zephyrea L.A.S.Johnson: Tasmanien.[2]